# دفوريتشينسك
دفوريتشينسك (بالروسية: Двуреченск) هي مدينة في مقاطعة سفيردلوفسك أوبلاست في روسيا.
يبلغ عدد سكانها حوالي 5079 نسمة.